# FK Nioman Hrodna
Pour l’article homonyme, voir HK Nioman Hrodna.
Maillots
Actualités
Le Futbolny Klub Nioman Hrodna, plus couramment abrégé en FK Nioman Hrodna (en biélorusse : ФК Нёман Гродна) ou FK Neman Grodno (en russe : ФК Неман Гродно), est un club biélorusse de football fondé en 1964 et basé dans la ville de Hrodna.

## Histoire
Fondé en 1964, le club intègre directement la troisième division soviétique, où il évolue durant quatre saisons avant de terminer deuxième de la première zone de la RSFS de Russie et de remporter le barrage de promotion contre le Khazar Sumgayit en 1967 pour accéder à la deuxième division. Il se maintient par la suite deux ans à cet échelon avant de retomber au troisième niveau en 1970 et de s'y maintenir par la suite, bien que prenant à nouveau part aux phases finales de promotion en 1980 après avoir remporté la zone 8, mais où il échoue cette fois face au CSKA Kiev.
La chute de l'Union soviétique en fin d'année 1991 et l'organisation des nouveaux championnats nationaux des ex-républiques de l'Union voit le Nioman être intégré au sein de la première division biélorusse pour la saison 1992. Terminant cinquième pour sa première saison puis quatrième en 1993, il remporte dans la foulée la coupe nationale et prend part à la Coupe des coupes à l'été 1993, bien qu'en étant éliminé d'entrée par le FC Lugano.
Les années qui suivent voient l'équipe se maintenir perpétuellement dans l'élite du football biélorusse, étant ainsi la seule équipe avec le Dinamo Minsk, le Dinamo Brest et le Chakhtior Salihorsk à avoir pris part à l'intégralité des éditions du championnat. Son meilleur classement en date est une place de deuxième en 2002, ce qui constitue par ailleurs son unique podium en championnat. Le Nioman prend par ailleurs part à deux nouvelles finales de coupe en 2011 et en 2014, perdus respectivement contre le FK Homiel et le Chakhtior Salihorsk.

## Bilan sportif

### Palmarès
| Compétitions nationales |
| --- |
| - Championnat de Biélorussie - Vice-champion : 2002, 2023 et 2024. - Coupe de Biélorussie (3) : - Vainqueur : 1992-1993, 2023-2024 et 2024-2025. - Finaliste : 2010-2011. - Supercoupe de Biélorussie (0) : - Finaliste : 2025. |

### Classements en championnat
La frise ci-dessous résume les classements successifs du club en championnat de Biélorussie depuis 1992.

### Bilan par saison
Légende
- Vainqueur de la compétition
- Vice-champion ou finaliste de la compétition
- Troisième de la compétition
- Promu en division supérieure
- Relégué en division inférieure

#### Période soviétique
| Saison | Championnat  | Championnat | Championnat | Championnat | Championnat | Championnat | Championnat | Championnat | Championnat | Championnat | Coupe d'URSS          |
| Saison | Division     | Pos         | Pts         | J           | V           | N           | D           | BP          | BC          | Diff        | Coupe d'URSS          |
| ------ | ------------ | ----------- | ----------- | ----------- | ----------- | ----------- | ----------- | ----------- | ----------- | ----------- | --------------------- |
| 1964   | 3e Ukraine 1 | 16e         | 18          | 30          | 6           | 6           | 18          | 16          | 60          | -44         | Huitièmes de finale Q |
| 1965   | 3e Ukraine 2 | 11e         | 25          | 30          | 9           | 7           | 14          | 27          | 34          | -7          | Huitièmes de finale Q |
| 1966   | 3e Russie 1  | 4e          | 40          | 32          | 15          | 10          | 7           | 38          | 15          | +23         | —                     |
| 1967   | 3e Russie 1  | 2e          | 42          | 34          | 15          | 12          | 7           | 32          | 20          | +12         | Huitièmes de finale Q |
| 1968   | 2e Groupe 1  | 19e         | 29          | 40          | 6           | 17          | 17          | 20          | 53          | -33         | 128es de finale       |
| 1969   | 2e Groupe 4  | 14e         | 37          | 40          | 7           | 23          | 10          | 27          | 27          | 0           | 128es de finale       |
| 1970   | 3e Zone 1    | 18e         | 35          | 42          | 11          | 13          | 18          | 27          | 48          | -21         | 128es de finale       |
| 1971   | 3e Zone 2    | 12e         | 45          | 38          | 11          | 12          | 15          | 28          | 36          | -8          | —                     |
| 1972   | 3e Zone 2    | 18e         | 40          | 38          | 10          | 10          | 18          | 24          | 45          | -21         | —                     |
| 1973   | 3e Zone 2    | 14e         | 19          | 32          | 6           | 11          | 15          | 24          | 42          | -18         | —                     |
| 1974   | 3e Zone 2    | 21e         | 15          | 40          | 3           | 9           | 28          | 21          | 71          | -50         | —                     |
| 1975   | 3e Zone 2    | 18e         | 16          | 34          | 5           | 6           | 23          | 22          | 48          | -26         | —                     |
| 1976   | 3e Zone 1    | 9e          | 39          | 38          | 13          | 13          | 12          | 44          | 30          | +14         | —                     |
| 1977   | 3e Zone 1    | 6e          | 46          | 40          | 17          | 12          | 11          | 45          | 36          | +9          | —                     |
| 1978   | 3e Zone 1    | 13e         | 44          | 46          | 14          | 16          | 16          | 42          | 54          | -12         | —                     |
| 1979   | 3e Zone 1    | 7e          | 57          | 46          | 22          | 13          | 11          | 56          | 33          | +23         | —                     |
| 1980   | 3e Zone 8    | 1er         | 44          | 32          | 18          | 8           | 6           | 41          | 23          | +18         | —                     |
| 1981   | 3e Zone 8    | 4e          | 41          | 38          | 14          | 13          | 11          | 48          | 44          | +4          | Phase de groupes      |
| 1982   | 3e Zone 5    | 2e          | 40          | 30          | 17          | 6           | 7           | 43          | 23          | +20         | —                     |
| 1983   | 3e Zone 5    | 3e          | 41          | 32          | 15          | 11          | 6           | 35          | 19          | +16         | —                     |
| 1984   | 3e Zone 5    | 6e          | 39          | 34          | 16          | 7           | 11          | 51          | 42          | +9          | —                     |
| 1985   | 3e Zone 5    | 4e          | 36          | 30          | 15          | 6           | 9           | 43          | 27          | +16         | —                     |
| 1986   | 3e Zone 5    | 6e          | 35          | 30          | 14          | 7           | 9           | 37          | 30          | +7          | —                     |
| 1987   | 3e Zone 5    | 10e         | 30          | 34          | 12          | 6           | 16          | 33          | 39          | -6          | Huitièmes de finale   |
| 1988   | 3e Zone 5    | 5e          | 46          | 34          | 18          | 10          | 6           | 48          | 31          | +17         | —                     |
| 1989   | 3e Zone 5    | 10e         | 44          | 42          | 18          | 8           | 16          | 46          | 41          | +5          | —                     |
| 1990   | 3e Ouest     | 15e         | 38          | 42          | 16          | 6           | 20          | 46          | 52          | -6          | 32es de finale        |
| 1991   | 3e Ouest     | 22e         | 23          | 42          | 7           | 9           | 26          | 32          | 55          | -23         | 32es de finale        |

#### Période biélorusse

Graphique résumant les classements du Nioman Hrodna depuis 1992 (en bleu). La ligne grise hachurée représente le nombre d'équipes participant à chaque saison.

| Saison    | Championnat | Championnat | Championnat | Championnat | Championnat | Championnat | Championnat | Championnat | Championnat | Championnat | Coupe de Biélorussie |
| Saison    | Division    | Pos         | Pts         | J           | V           | N           | D           | BP          | BC          | Diff        | Coupe de Biélorussie |
| --------- | ----------- | ----------- | ----------- | ----------- | ----------- | ----------- | ----------- | ----------- | ----------- | ----------- | -------------------- |
| 1992      | 1re         | 5e          | 18          | 15          | 9           | 0           | 6           | 21          | 17          | +4          | Huitièmes de finale  |
| 1992-1993 | 1re         | 4e          | 45          | 32          | 18          | 9           | 5           | 39          | 27          | +12         | Vainqueur            |
| 1993-1994 | 1re         | 11e         | 24          | 30          | 8           | 8           | 16          | 29          | 41          | -12         | Seizièmes de finale  |
| 1994-1995 | 1re         | 7e          | 31          | 30          | 10          | 11          | 9           | 26          | 27          | -1          | Huitièmes de finale  |
| 1995      | 1re         | 8e          | 19          | 15          | 6           | 1           | 8           | 20          | 35          | -15         | Seizièmes de finale  |
| 1996      | 1re         | 13e         | 38          | 30          | 7           | 8           | 15          | 25          | 48          | -23         | Seizièmes de finale  |
| 1997      | 1re         | 10e         | 38          | 30          | 10          | 8           | 12          | 32          | 41          | -9          | Huitièmes de finale  |
| 1998      | 1re         | 10e         | 31          | 28          | 8           | 7           | 13          | 27          | 44          | -17         | Quarts de finale     |
| 1999      | 1re         | 9e          | 37          | 30          | 10          | 7           | 13          | 36          | 43          | -7          | Quarts de finale     |
| 2000      | 1re         | 4e          | 57          | 30          | 17          | 6           | 7           | 56          | 29          | +27         | Quarts de finale     |
| 2001      | 1re         | 4e          | 50          | 26          | 14          | 8           | 4           | 44          | 20          | +24         | Huitièmes de finale  |
| 2002      | 1re         | 2e          | 56          | 27          | 17          | 5           | 5           | 47          | 21          | +26         | Huitièmes de finale  |
| 2003      | 1re         | 7e          | 39          | 30          | 10          | 9           | 11          | 24          | 35          | -11         | Quarts de finale     |
| 2004      | 1re         | 7e          | 40          | 30          | 11          | 7           | 12          | 37          | 33          | +4          | Quarts de finale     |
| 2005      | 1re         | 12e         | 24          | 26          | 7           | 3           | 16          | 20          | 50          | -30         | Demi-finales         |
| 2006      | 1re         | 10e         | 30          | 26          | 8           | 6           | 12          | 24          | 30          | -6          | Huitièmes de finale  |
| 2007      | 1re         | 6e          | 36          | 26          | 9           | 9           | 8           | 23          | 22          | +1          | Demi-finales         |
| 2008      | 1re         | 12e         | 33          | 30          | 8           | 9           | 13          | 36          | 40          | -4          | Huitièmes de finale  |
| 2009      | 1re         | 7e          | 37          | 26          | 11          | 4           | 11          | 23          | 31          | -8          | Demi-finales         |
| 2010      | 1re         | 10e         | 31          | 33          | 7           | 10          | 16          | 27          | 42          | -15         | Quarts de finale     |
| 2011      | 1re         | 8e          | 37          | 33          | 8           | 13          | 12          | 33          | 45          | -12         | Finale               |
| 2012      | 1re         | 5e          | 41          | 30          | 10          | 11          | 9           | 43          | 36          | +7          | Demi-finales         |
| 2013      | 1re         | 4e          | 47          | 32          | 13          | 8           | 11          | 34          | 30          | +4          | Huitièmes de finale  |
| 2014      | 1re         | 8e          | 42          | 32          | 11          | 9           | 12          | 41          | 36          | +5          | Finale               |
| 2015      | 1re         | 8e          | 32          | 26          | 8           | 8           | 10          | 21          | 32          | -11         | Quarts de finale     |
| 2016      | 1re         | 14e         | 29          | 30          | 7           | 8           | 15          | 21          | 36          | -15         | Huitièmes de finale  |
| 2017      | 1re         | 6e          | 48          | 30          | 14          | 7           | 9           | 42          | 32          | +10         | Huitièmes de finale  |
| 2018      | 1re         | 7e          | 43          | 30          | 12          | 7           | 10          | 31          | 32          | -1          | Demi-finales         |
| 2019      | 1re         | 9e          | 36          | 30          | 10          | 6           | 14          | 28          | 37          | -9          | Seizièmes de finale  |
| 2020      | 1re         | 5e          | 53          | 30          | 16          | 5           | 9           | 41          | 29          | +12         | Seizièmes de finale  |
| 2021      | 1re         | 11e         | 34          | 30          | 9           | 7           | 14          | 36          | 36          | 0           | Quarts de finale     |
| 2022      | 1re         | 9e          | 40          | 30          | 9           | 13          | 8           | 39          | 36          | +3          | Demi-finales         |
| 2023      | 1re         | 2e          | 62          | 28          | 19          | 5           | 4           | 60          | 22          | +38         | Demi-finales         |
| 2024      | 1re         | 2e          | 65          | 30          | 20          | 5           | 5           | 45          | 19          | +26         | Vainqueur            |

### Bilan européen
Note : dans les résultats ci-dessous, le score du club est toujours donné en premier.
| Saison    | Compétition             | Tour              | Club             | Domicile | Extérieur | Total             |
| --------- | ----------------------- | ----------------- | ---------------- | -------- | --------- | ----------------- |
| 1993-1994 | Coupe des coupes        | Tour préliminaire | FC Lugano        | 2 - 1    | 0 - 5     | 2 - 6             |
| 2003-2004 | Coupe UEFA              | Tour préliminaire | Steaua Bucarest  | 1 - 1    | 0 - 0     | 1 - 1E            |
| 2005      | Coupe Intertoto         | Premier tour      | Tescoma Zlín     | 0 - 1    | 0 - 0     | 0 - 1             |
| 2014-2015 | Ligue Europa            | Deuxième tour Q   | FH Hafnarfjörður | 1 - 1    | 0 - 2     | 1 - 3             |
| 2023-2024 | Ligue Europa Conférence | Premier tour Q    | FC Vaduz         | 1 - 1    | 2 - 1     | 3 - 2             |
| 2023-2024 | Ligue Europa Conférence | Deuxième tour Q   | Balzan FC        | 2 - 0    | 0 - 0     | 2 - 0             |
| 2023-2024 | Ligue Europa Conférence | Troisième tour Q  | NK Celje         | 1 - 4    | 0 - 1     | 1 - 5             |
| 2024-2025 | Ligue Conférence        | Deuxième tour Q   | CFR Cluj         | 0 - 5    | 0 - 0     | 0 - 5             |
| 2025-2026 | Ligue Conférence        | Premier tour Q    | FC Urartu        | 4 - 0    | 2 - 1     | 6 - 1             |
| 2025-2026 | Ligue Conférence        | Deuxième tour Q   | FC Košice        | 1 - 1    | 3 - 2     | 4 - 3             |
| 2025-2026 | Ligue Conférence        | Troisième tour Q  | KÍ Klaksvík      | 2 - 0 ap | 0 - 2     | 2 - 2 (5 - 4 tab) |
| 2025-2026 | Ligue Conférence        | Barrages Q        | Rayo Vallecano   | -        | -         | -                 |

Légende
- Victoire ou qualification pour le tour suivant
- Match nul
- Défaite ou élimination de la compétition

## Personnalités

### Entraîneurs
La liste suivante présente les différents entraîneurs connus du club,.
- Iouri Mokhov (1964)
- Vladislav Radzichevski (1965-1969)
- Ievgueni Glembotski (janvier 1970-juin 1973)
- Otari Dzidziguri (juillet 1973-juin 1974)
- Vladimir Zabolotskikh (juin 1974-septembre 1975)
- Viatcheslav Sivakov (septembre 1975-avril 1990)
- Vladimir Grichanovitch (septembre 1990-décembre 1991)
- Stanislav Vlasevitch (avril 1992-septembre 1993)
- Valeri Ianotchkine (septembre 1993-avril 1995)
- Ivan Letiago (avril 1995-mai 1996)
- Viatcheslav Sivakov (mai 1996-janvier 1997)
- Oleg Sevostianik (janvier 1997-septembre 1997)
- Sergueï Solodovnikov (septembre 1997-février 1998)
- Viatcheslav Sivakov (février 1998-mai 1998)
- Sergueï Solodovnikov (mai 1998-juin 2005)
- Sergueï Nefiodov (juin 2015-décembre 2005)
- Vladimir Kournev (décembre 2005-décembre 2006)
- Liudas Rumbutis (février 2007-janvier 2008)
- Viatcheslav Akchaïev (janvier 2008-juin 2008)
- Oleg Radouchko (juin 2008-juillet 2010)
- Aleksandr Korechkov (juillet 2010-août 2011)
- Sergueï Solodovnikov (août 2011-avril 2016)
- Oleg Kirenia (avril 2016-mai 2016)
- Igor Kovalevitch (juin 2016-)

## Historique du logo

Ancien logo
Logo actuel